# Contronatura (film 2005)
Contronatura è un film del 2005 diretto da Alessandro Tofanelli.
Per Alessandro Tofanelli, anche autore del soggetto e della sceneggiatura, è l'esordio alla regia.